# Halodiplosis ludmilae
Halodiplosis ludmilae är en tvåvingeart som beskrevs av Fedotova 1994. Halodiplosis ludmilae ingår i släktet Halodiplosis och familjen gallmyggor.
Artens utbredningsområde är Turkmenistan. Inga underarter finns listade i Catalogue of Life.